# Andreea Roșca
Andreea Amalia Roșca (* 20. März 1999) ist eine rumänische Tennisspielerin.

## Karriere
Roșca begann mit fünf Jahren mit dem Tennissport und bevorzugt Sandplätze. Sie spielt überwiegend ITF-Turniere. Auf der ITF Women’s World Tennis Tour gewann sie bislang 12 Titel im Einzel und 14 im Doppel. Im August 2022 gewann Roșca ihren ersten Doppeltitel auf der WTA Challenger Tour in Iasi.

## Turniersiege

### Einzel
| Nr. | Datum             | Turnier  | Kategorie   | Belag | Finalgegnerin       | Ergebnis        |
| --- | ----------------- | -------- | ----------- | ----- | ------------------- | --------------- |
| 1.  | 10. Dezember 2017 | Kairo    | ITF $15.000 | Sand  | Melanie Klaffner    | 6:4, 6:4        |
| 2.  | 17. Dezember 2017 | Kairo    | ITF $15.000 | Sand  | Melanie Klaffner    | 6:1, 6:3        |
| 3.  | 14. Januar 2018   | Antalya  | ITF $15.000 | Sand  | Miriam Kolodziejova | 7:66, 6:4       |
| 4.  | 18. Februar 2018  | Hammamet | ITF $15.000 | Sand  | Natalija Kostić     | 6:2, 6:4        |
| 5.  | 4. März 2018      | Hammamet | ITF $15.000 | Sand  | Anastasia Grymalska | 6:2, 6:2        |
| 6.  | 1. April 2018     | Antalya  | ITF $15.000 | Sand  | Warwara Flink       | 6:3, 6:4        |
| 7.  | 14. Juli 2018     | Turin    | ITF $25.000 | Sand  | Kaja Juvan          | 6:1, 6:1        |
| 8.  | 9. Februar 2020   | Antalya  | ITF W15     | Sand  | Anastasia Nefedova  | 6:4, 7:5        |
| 9.  | 23. November 2020 | Iraklio  | ITF W15     | Sand  | Martina Colmegna    | 6:0, 6:1        |
| 10. | 28. November 2020 | Iraklio  | ITF W15     | Sand  | Darja Viďmanová     | 6:1, 6:2        |
| 11. | 11. April 2021    | Antalya  | ITF W15     | Sand  | Miriam Kolodziejová | 7:5, 6:3        |
| 12. | 14. August 2022   | Brașov   | ITF W25     | Sand  | Julija Awdeewa      | 6:1, 6:75, 7:61 |

### Doppel
| Nr. | Datum              | Turnier            | Kategorie      | Belag     | Partnerin               | Finalgegnerinnen                           | Ergebnis          |
| --- | ------------------ | ------------------ | -------------- | --------- | ----------------------- | ------------------------------------------ | ----------------- |
| 1.  | 22. Juli 2016      | Târgu Jiu          | ITF $10.000    | Sand      | Gabriela Nicole Tătăruș | Quinn Gleason Melissa Kopinski             | 4:6, 6:4, [10:8]  |
| 2.  | 27. August 2016    | Bukarest           | ITF $10.000    | Sand      | Gabriela Nicole Tătăruș | Elena Bogdan Camelia Hristea               | 6:79, 6:2, [10:7] |
| 3.  | 7. Oktober 2016    | Sosopol            | ITF $10.000    | Hartplatz | Oana Gavrilă            | Kateřina Kramperová Angelina Schurawljowa  | 6:4, 6:3          |
| 4.  | 15. Dezember 2017  | Kairo              | ITF $15.000    | Sand      | Gabriela Nicole Tătăruș | Melanie Klaffner Jelena Stojanovic         | 6:1, 6:3          |
| 5.  | 20. Januar 2018    | Antalya            | ITF $15.000    | Sand      | Oana Gavrilă            | İpek Öz Jekaterina Wischnewskaja           | 6:4, 6:2          |
| 6.  | 24. Februar 2018   | Hammamet           | ITF $15.000    | Sand      | Anastasia Nefedova      | Elizabeth Halbauer Caroline Roméo          | 6:3, 6:1          |
| 7.  | 24. März 2018      | Antalya            | ITF $15.000    | Sand      | Fanny Östlund           | Ilona Georgiana Ghioroaie Victoria Muntean | 6:3, 4:6, [10:7]  |
| 8.  | 14. September 2019 | Focșani            | ITF W15        | Sand      | Oana Gavrilă            | Andreea Mitu Gabriela Nicole Tătăruș       | 1:6, 6:2, [10:4]  |
| 9.  | 29. Februar 2020   | Iraklio            | ITF W15        | Sand      | Oana Gavrilă            | Miriam Kolodziejová Chantal Škamlová       | 6:3, 4:6, [10:7]  |
| 10. | 1. November 2020   | Iraklio            | ITF W15        | Sand      | Ioana Loredana Roșca    | Melania Delai Dalila Spiteri               | 6:1, 6:3          |
| 11. | 23. November 2020  | Iraklio            | ITF W15        | Sand      | Ioana Loredana Roșca    | Martina Colmegna Melania Delai             | 6:4, 6:4          |
| 12. | 27. November 2020  | Iraklio            | ITF W15        | Sand      | Ioana Loredana Roșca    | Elina Nepli Dimitra Pavlou                 | 6:3, 6:3          |
| 13. | 5. Dezember 2020   | Antalya            | ITF W15        | Sand      | Andreea Prisăcariu      | Wiktorija Dema Cristina Dinu               | 3:6, 6:4, [10:6]  |
| 14. | 18. September 2021 | Jablonec nad Nisou | ITF W25        | Sand      | Lisa Pigato             | Mana Kawamura Funa Kozaki                  | 3:6, 6:3, [10:7]  |
| 15. | 7. August 2022     | Iași               | WTA Challenger | Sand      | Darja Astachowa         | Réka Luca Jani Panna Udvardy               | 7:5, 5:7, [10:7]  |